# Introductietijd
De introductietijd, ook wel openingsweek, introductieweek, introductieperiode enz. genoemd, is een periode met introducerende activiteiten voor aankomende (nieuwe) studenten aan Nederlandse universiteiten en hogescholen. De term kan zowel slaan op de introductieweek in de verschillende universiteitssteden als op de introductie van de afzonderlijke opleidingen en op de kennismakingsperiode van studenten-, faculteits- en studieverenigingen.
Tijdens de introductiedagen in de steden maken de studenten kennis met de onderwijsinstelling, de studentenverenigingen, de voor- en nadelen van op kamers wonen en met de mogelijkheden op het gebied van sport, cultuur, uitgaan en alles wat de stad verder te bieden heeft. Ook het leggen van contacten is een belangrijk onderdeel. Naast (en na) deze 'algemene' introductie hebben veel studierichtingen een eigen introductie, waarin de studenten kennismaken met hun directe studiegenoten en docenten en de verschillende onderdelen van hun studie alvast leren kennen voor het eigenlijke werk begint.
Terwijl de algemene introductie doorgaans vrijwillig is, is het opleidingsdeel soms verplicht. Bij sommige studentenverenigingen is deelname aan de kennismakingsperiode een voorwaarde om lid te mogen worden (zie verplichte introductietijd); soms draagt deze tijd het karakter van een ontgroening (beproeving).
De organisatie van de introductie kan in handen liggen van de onderwijsinstelling of vereniging, maar ook van een speciaal opgerichte commissie bestaande uit studenten. Dit verschilt per studiestad. In sommige steden hebben verschillende onderwijsinstellingen tegenwoordig een gezamenlijke stedelijke introductie.
In de universiteitssteden worden de introductieactiviteiten onder verschillende namen georganiseerd:
| Stad                           | Deelnemende universiteiten en hogescholen                                                                                       | Naam van de introductieperiode                                                     | Organisator                                                                                            |
| ------------------------------ | --- | ---------------------------------------------------------------------------------- | --- |
| Amsterdam                      | UvA | Intreeweek                                                                         | Commissie Intree (7 bestuursleden en 24 commissieleden)                                                |
| Amsterdam                      | VU | VU introductiedagen                                                                | Commissie                                                                                              |
| Apeldoorn                      | Saxion Hogescholen (vestiging Apeldoorn)                                                                                        | HOI (Hogeschool Organisatie Introductie)                                           | Introcommissie                                                                                         |
| Breda                          | NHTV Breda | NHTV Unexpected Journey                                                            | Introcommissie                                                                                         |
| Delft                          | TU Delft, Hogeschool Inholland en HHS Delft                                                                                     | OWee (Ontvangst Week Eerstejaars)                                                  | OWee-bestuur (8 studenten en 2 supervisors vanuit de universiteit)                                     |
| Delft                          | HHS Delft | DIAS (Driedaagse Introductie Aankomende Studenten)                                 | DIAS Commissie (5 studenten)                                                                           |
| Den Haag                       | Hogeschool Inholland | OH OH INTRO WEEK                                                                   | OH OH INTRO WEEK-committee (5 studenten en 2 supervisors vanuit ACKU)                                  |
| Den Haag                       | Universiteit Leiden | HOP (the Hague Orientation Programme)                                              | HOP-committee (6 studenten en 2 supervisors vanuit de universiteit)                                    |
| Deventer                       | Saxion Hogescholen (vestiging Deventer)                                                                                         | HOI (Hogeschool Organisatie Introductie)                                           | Introcommissie                                                                                         |
| Eindhoven                      | TU Eindhoven | TU/e Intro                                                                         | Introcommissie                                                                                         |
| Eindhoven                      | TU Eindhoven, Fontys Hogescholen en Design Academy Eindhoven                                                                    | LichtIn                                                                            | Introcommissie                                                                                         |
| Enschede                       | Universiteit Twente | Kick-In                                                                            | KIC |
| Enschede                       | Saxion Hogescholen (vestiging Enschede)                                                                                         | HOI (Hogeschool Organisatie Introductie)                                           | Introcommissie                                                                                         |
| Groningen                      | Rijksuniversiteit Groningen en Hanzehogeschool Groningen                                                                        | KEI-week (Kommissie Eerstejaars Introductie)                                       | Dagelijks Bestuur van Stichting KEI (KEI-bestuur) aangevuld met 7 studenten, zogenaamde Event Managers |
| Leeuwarden                     | NHL Hogeschool, Stenden Hogeschool, Hogeschool Van Hall Larenstein en Campus Fryslân                                            | LEIP (Leeuwarder Eerstejaars Introductie Periode)                                  | Stichting Leeuwarden Studiestad.                                                                       |
| Leiden                         | Universiteit Leiden, Hogeschool Leiden                                                                                          | EL CID (Enige Leidse Commissie Introductie Dagen)                                  | EL CID/VademecumCommissie, bestaande uit studenten, benoemd door het universiteitsbestuur              |
| Maastricht                     | Universiteit Maastricht en Zuyd Hogeschool                                                                                      | INKOM                                                                              | Werkgroep INKOM (5 studenten van de Universiteit Maastricht)                                           |
| Nijmegen                       | Radboud Universiteit Nijmegen                                                                                                   | RU intro                                                                           | Facultaire Introductiecommissies en studie- of studentenverenigingen                                   |
| Rotterdam                      | Erasmus Universiteit Rotterdam                                                                                                  | Eurekaweek (Erasmus Universiteit Rotterdam Eerstejaars Kennismakings Activiteiten) | Eurekaweekbestuur                                                                                      |
| Tilburg                        | Universiteit van Tilburg, Fontys Hogescholen en Avans Hogeschool                                                                | TOP Week (Tilburg Orientation Program)                                             | TOPpers en Supers                                                                                      |
| O.a. Tilburg, Eindhoven, Venlo | Fontys Hogescholen | Purple-week                                                                        | Hogeschool                                                                                             |
| Utrecht                        | Universiteit Utrecht en Hogeschool Utrecht                                                                                      | UIT-dagen (Utrechtse Introductie Tijd)                                             | UITBestuur (6 studenten uit Utrecht)                                                                   |
| Wageningen                     | Wageningen University en Hogeschool Van Hall Larenstein                                                                         | AID (Algemene Introductie Dagen/Annual Introduction Days)                          | AID-bestuur                                                                                            |
| Zwolle                         | Hogeschool Windesheim, Katholieke PABO Zwolle, Christelijke Academie voor Beeldende Kunsten, Viaa, Vrije Universiteit Amsterdam | Grasweek                                                                           | Werkgroep Gezamenlijk Ruiken Aan Studeren                                                              |